# Paralarinia
Paralarinia là một chi nhện trong họ Araneidae.